# Frank Frühauf

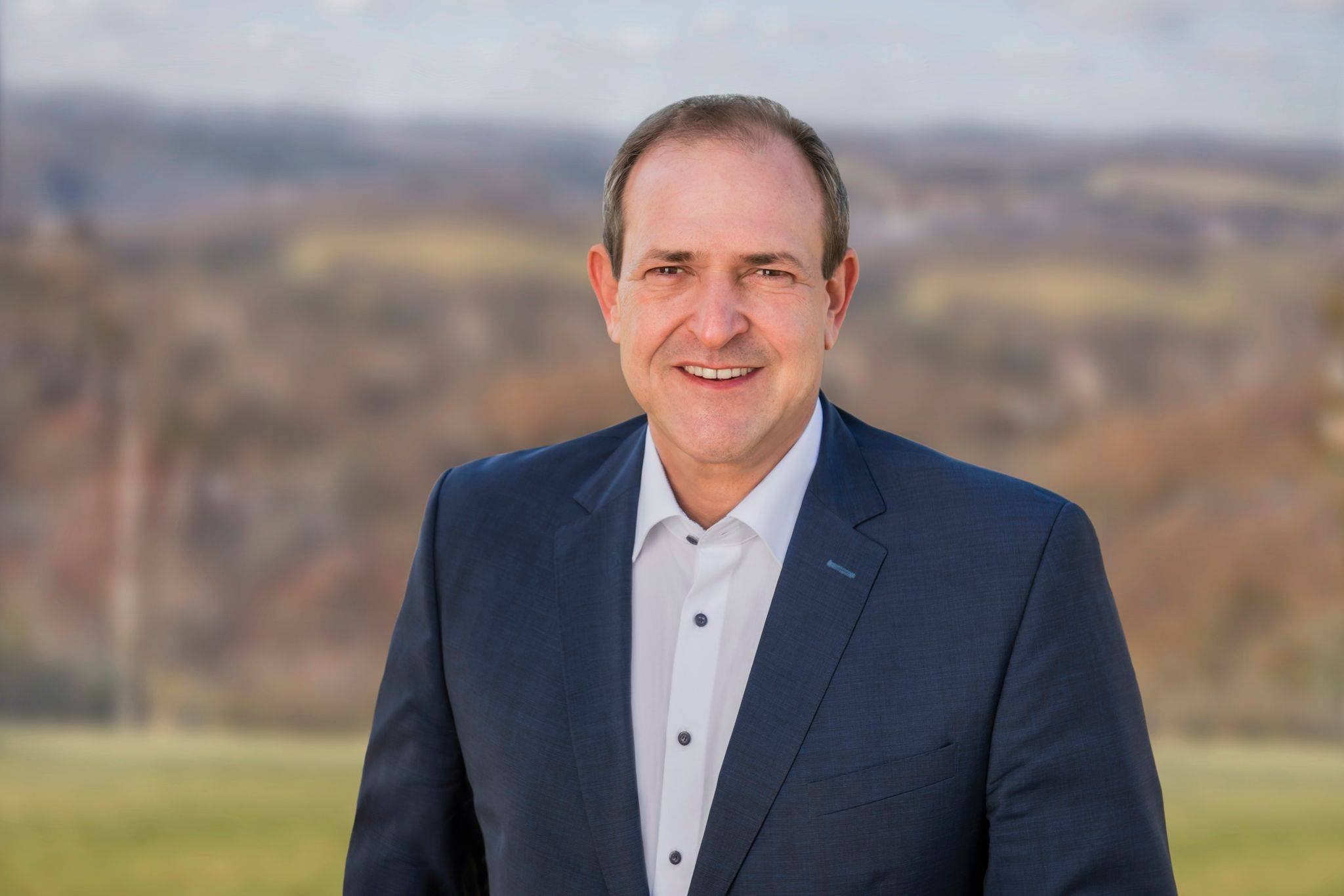
Frank Frühauf (2023)

Frank Frühauf (* 19. November 1968 in Kirn) ist ein deutscher Kommunalpolitiker (CDU). Er war von 2008 bis 2015 Bürgermeister und ist seit 2015 Oberbürgermeister von Idar-Oberstein.

## Ausbildung und Beruf
Frank Frühauf ist in Idar-Oberstein als Sohn einer Unternehmerfamilie aufgewachsen. Er ist verheiratet, hat 2 Söhne und lebt in Idar-Oberstein. Frühauf schloss eine Ausbildung als Kfz-Mechaniker ab und machte den Meisterbrief als Kfz-Meister. Zusätzlich absolvierte er eine Ausbildung zum Rettungssanitäter.
Frühauf war als selbstständiger Unternehmer tätig. So war er von April 1998 bis Ende 2007 Geschäftsführender Gesellschafter der Firma Frühauf Tanken & Rasten GmbH in Idar-Oberstein.

Seit April 1998 ist er Geschäftsführender Gesellschafter der Firma Frühauf/Lezius GmbH & Co. KG in Idar-Oberstein.

## Kommunalpolitik
Frühauf wurde 2008 zum hauptamtlichen Bürgermeister der großen kreisangehörigen Stadt Idar-Oberstein gewählt. Er war in dieser Funktion bis 2015 als Leiter des Dezernats II für das städtische Jugendamt und den Baubetriebshof zuständig. Im Oktober 2014 wurde er in einer Stichwahl gegen Bruno Zimmer (SPD) mit 50,2 Prozent der Stimmen zum Oberbürgermeister gewählt und zum 1. März 2015 vereidigt. Er ist am 26. Juni 2022 mit 88,1 Prozent der Stimmen ohne Gegenkandidaten für eine zweite Amtszeit gewählt worden.
Frank Frühauf ist seit 30. August 2004 Mitglied des Kreistages Birkenfeld. Er wurde bei der Kreistagswahl am 28. Mai 2019 (mit Nachweis/Link) erneut in den Kreistag gewählt und erzielte mit 16.184 das beste Ergebnis aller Kandidaten und Kandidatinnen.
Am 25. Oktober 2018 wurde Frühauf für eine vierjährige Amtszeit als Präsident der kommunalen Arbeitgeber in Rheinland-Pfalz gewählt. Im November 2022 wurde er für eine weitere vierjährige Amtszeit bestätigt.

## Gesellschaftliche Funktionen
Frühauf war Anfang 2000 der Vorsitzende der Wirtschaftsjunioren Idar-Oberstein. Er war im Landesvorstand und im Bundesvorstand der Wirtschaftsjunioren tätig und für den Bereich Internationales zuständig.
Seit 2015 ist Frühauf Mitglied im Kuratorium des Institutes für Edelsteinforschung Idar-Oberstein der Johannes Gutenberg Universität Mainz.
Frank Frühauf ist seit dem 1. März 2012 Versammlungsmitglied der Medienanstalt Rheinland-Pfalz. Entsandt durch den Städtetag Rheinland-Pfalz bekleidete er in dieser Zeit diverse Funktionen.
In seiner ersten Amtsperiode (2012–2017) war Frühauf Mitglied in den Ausschüssen Jugendschutz und Medieninhalte (JuMe), Rechnungsprüfungsausschuss (RPA) sowie Digitaler Wandel und Medienkonvergenz (DWM). Von 2017 bis 2022 war Frühauf neben dem JuMe zusätzlich Mitglied des Versammlungsausschusses Medienkompetenz, Offene Kanäle und Rundfunktechnik (MOR). Seit dem 5. Dezember 2022, der 9. Amtsperiode der Medienanstalt Rheinland-Pfalz, ist Frank Frühauf stellvertretender Vorsitzender der Versammlung und Mitglied des Rechnungsprüfausschusses (RPA).
Frühauf nimmt folgende weitere gesellschaftliche Funktionen wahr:
- Vorstand Städtetag Rheinland-Pfalz
- Verwaltungsrat Rheinische Versorgungskasse
- Verwaltungsrat Sparkassenverband Rheinland-Pfalz
- Mitglied im Präsidium der VKA (Vereinigung der Kommunalen Arbeitgeberverbände)